# Meinrad Tomann
Meinrad Tomann OCist (Beč, 19. srpnja 1957.) austrijski je redovnik-cistercit, svećenik i teolog. Dvadeset je godina, od 1995. do 2015., službovao u Rimu kao generalni prokurator cistercitskoga reda. Pored mnogih dužnosti koje je potom obnašao u matičnoj opatiji Heiligenkreuz, od srpnja 2017. do svibnja 2022. bio je i prior cistercitskoga samostana Heiligenkreuz u Donjoj Austriji.

## Životopis
Josef Tomann pohađao je gimnaziju u Bečkome Novome Mjestu. Godine 1975. odlučio je biti redovnikom te je postao novakom kod cistercita u Heiligenkreuzu uzevši redovničko ime Meinrad. U samostanskoj radionici izučio je zanat knjigovesca, a 7. listopada 1976. položio je privremene redovničke zavjete. Potom je studirao teologiju na Filozofsko-teološkoj školi u Heiligenkreuzu (današnja Filozofsko-teološka visoka škola Benedikt XVI., njem. Philosophisch-Theologische Hochschule Benedikt XVI.) i na Papinskom liturgijskom institutu sv. Anselma (tal. Pontificio Ateneo Sant’Anselmo, također i Anselmianum) u Rimu.
Dana 20. travnja 1981. godine Tomann je zaređen za svećenika. Na Papinskom ateneumu Sant’Anselmo položio je 1982. licencijat iz teologije, gdje je pet godina poslije i doktorirao s temom »Konstitucije Austrijske kongregacije cistercita« (njem. Die Konstitutionen der Österreichischen Zisterzienserkongregation). Potom je najprije službovao kao učitelj novaka (njem. Novizenmeister) u opatiji Heiligenkreuz te kao župnik u Mönchhofu u austrijskoj saveznoj državi Gradišću. Godine 1994. seli u Rim te stanuje u glavnoj kuriji cistercita, gdje godinu dana obnaša dužnost tajnika vrhovnog opata cistercitskoga reda. Potom je u razdoblju od 1995. do 2015. godine u četiri uzastopna petogodišnja mandata službovao u Rimu kao generalni prokurator cistercitskoga reda.
Godine 2015. Tomann se vraća u opatiju Heiligenkreuz, gdje ponovno djeluje kao učitelj novaka te preuzima dužnost voditelja knjigovežnice i brigu o samostanskom vrtu. Uz suglasnost konventa cistercitske braće u Heiligenkreuzu, opat Maximilian Heim ga 2. srpnja 2017. imenuje priorom samostana, a tu je dužnost Tomann obnašao sve do svibnja 2022. godine.
Uza sve svoje redovničke dužnosti i obveze, Meinrad Tomann se kontinuirano zanima za mineralogiju i geologiju. U razdoblju od 1975. do 1980. bavio se katalogizacijom zbirke minerala opatije Heiligenkreuz, čiji veći dio potječe iz ostavštine češko-austrijskoga svećenika, zoologa i botaničara Dominika Bilimeka. Godine 2016. sastavio je kompilaciju o pojavnosti stijena u samostanskome okružju u kojoj, između ostaloga, opisuje i stijene korištene u gradnji samostana Heiligenkreuz. U svojim istraživanjima redovito surađuje sa znanstvenicima s Bečkog sveučilišta i Udrugom sakupljača minerala iz Bečkoga Novog Mjesta, s kojima povremeno organizira i zanimljive prodajne izložbe stijena i minerala.

## Bibilografija
- Österreichische Zisterzienserkonstitutionen. Zeitdokumente einer Kongregation, ihre Geschichte und Entwicklung (1859 – 1984), Heiligenkreuz: Verein der Heiligenkreuzer Hochschulfreunde, 1987.

## Vanjske poveznice
| Portal:Kršćanstvo | Portal: Kršćanstvo |

- (njem.) Stift Heiligenkreuz: Pater Meinrad Tomann als Generalprokurator des Ordens bestätigt
- (njem.) www.mineral.at – Pater Meinrads marmorpapiere
- (njem.) Katholische Männerbewegung der Erzdiözese Wien: Die Sakramente als Werkzeuge für mein Christsein
- (njem.) Mein Bezirk.at – Sammlungen des Stifts Heiligenkreuz lebendig halten